# Athénské vévodství
Athénské vévodství (katalánsky Ducat d'Atenes, francouzsky Duché d'Athènes, řecky Δουκάτον Αθηνών, Doukaton Athinon) byl jedním z křižáckých států, ustanovených křižáky po čtvrté křížové výpravě v dobytém Řecku. Vévodství bylo vazalským státem Latinského císařství, Soluňského království, Achajského knížectví a mnohých dalších, později bylo dobyto katalánskými žoldnéři a připojeno k Aragonské koruně.

## Historie

### Počátek vévodství
Prvním vévodou z Athén (nebo také z Théb) se stal v roce 1205 příslušník nižší burgundské šlechty, rytíř, který se účastnil čtvrté křížové výpravy, Otta de la Roche. Ačkoliv byl Otta znám jako „Athénský vévoda“, tak tento titul nebyl až do roku 1260 oficiálním titulem pro hlavu tohoto křižáckého státu. Zdejší Řekové nazývali athénské vévody „Megas Kyris“ (řecky Μέγας Κύρης, „Velký lord“), ze kterého se později vyvinula zkrácená podoba Megaskyr.

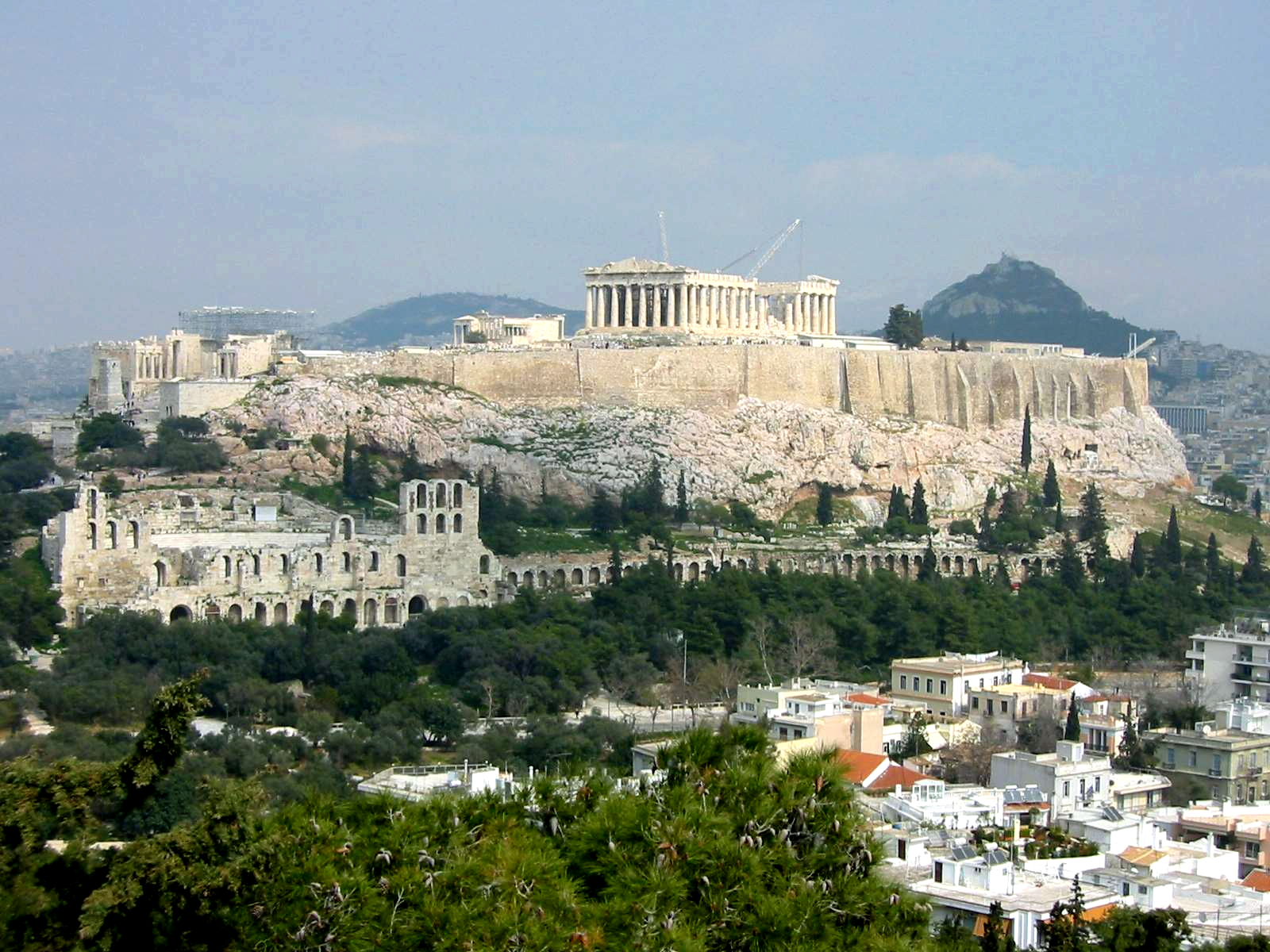
Athénská akropolis

Athénské vévodství bylo původně vazalským státem Soluňského království, ale po pádu Soluně do rukou epirského despoty Theodora se Athény staly vazalským státem Achajského knížectví. Vévodství zabíralo poloostrov Attika a část Makedonie a sousedilo se Soluňským královstvím a později s Epirským despotátem, přičemž hranice se často hýbaly. K Athénskému vévodství nenáležely žádné ostrovy v Egejském moři, které byly v rukou Benátčanů, Athény si však udržovaly vliv nad latinským Negropontským panstvím. Budovy na Akropoli sloužily jako palác pro athénské vévody.

### Katalánské dobytí

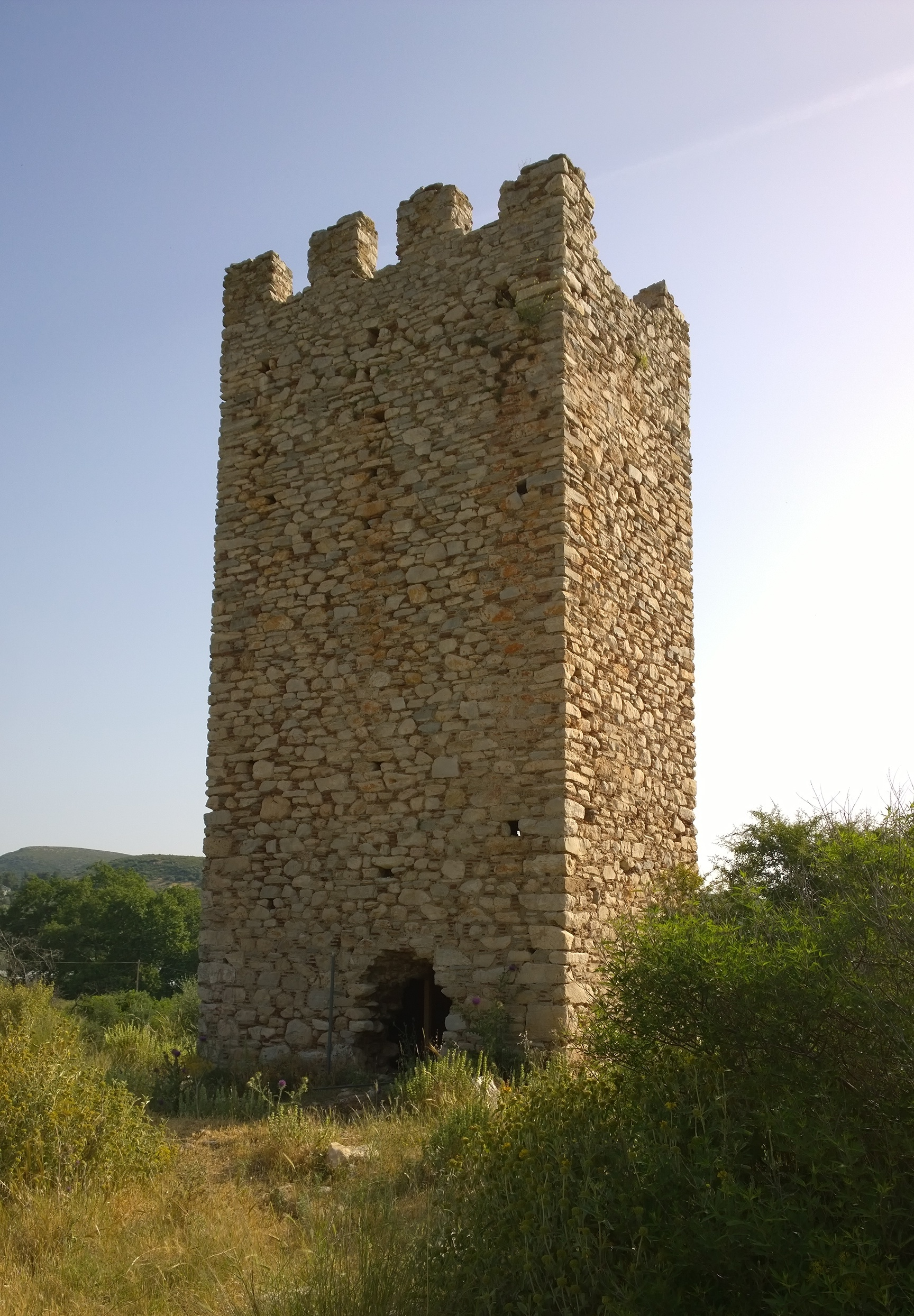
Francká věž na athénské akropoli pocházející z burgundského či katalánského období

Athénské vévodství držel ve svých rukou rod de la Roche až do roku 1308, kdy přešlo na Gautiera V. z Brienne. Gautier V. najal Katalánskou společnost, skupinu žoldnéřů založenou Rogerem de Flor k boji proti řeckým nástupnickým státům, Epirskémi despotátu a Nikájskému císařství, ale když se je v roce 1311 pokusil podvést a zabít, Katalánci ho v bitvě u Halmyrosu zavraždili a převzali kontrolu na Athénami. Následně zavedli katalánštinu jako úřední jazyk namísto francouzštiny a právo a zákony, které byly stejné jako Achajském knížectví a byly odvozené z byzantského práva nahradily katalánské. Syn Gautiera V. Gautier VI. se udržel jen v panství Argu a Nauplia, kde se stále považoval za legitimního athénského vévodu.

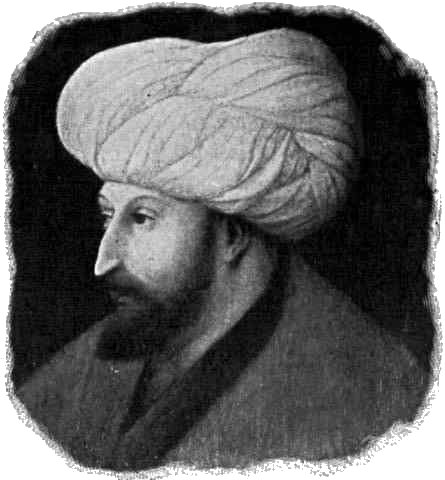
Sultán Mehmed II.

V letech 1318–1319 Aragonci dobyli Siderokastron a jižní Thessálii a na těchto dobytých územích založili Neopatrijské vévodství, které se sjednotilo s Athénským vévodstvím. Zbytek Thessálie dobyli v roce 1337 Srbové.

### Pád Athénského vévodství
V roce 1379 Navarrská společnost, sloužící latinskému císaři Jacquesu de Baux dobyla Théby a část Neopatrijského vévodství. Mezitím se Aragornci zmocnili další části Neopatrie a Attiky.
Po roce 1381 vévodství vládli Aragonští králové a to celých sedm let, kdy Athény koupil rod Acciaioli z Florencie. Roku 1390 byla obsazena rovněž Neopatrie.
Od roku 1395 do roku 1402 Athény krátce kontrolovaly Benátky. Roku 1444 se Athénské vévodství dostalo pod vliv, morejského despoty Konstantina XI. a jeho dědiců na byzantském trůnu. V roce 1453 po pádu Konstantinopole se Athény staly součástí Osmanské říše a poslední ohniska odporu proti turecké moci dobyl sultán Mehmed II.

## Vévodové z Athén

### Rod de la Roche

Znak rodu de la Roche

Rod de la Roche burgundského původu a pocházející z malého panství La Roche obnovila antické město Platóna a Aristotela jako uhlazené evropské rytířské město. Stát, který kolem Athén vybudovali se záhy stal nejsilnějším a nejmírumilovnějším křižáckým státem v Řecku. Poté, co se moci v Athénském vévodství chopil rod de Brienne, se někteří členové klanu de la Roche vrátili na své panství nedaleko Paříže, ostatní však zůstali v Řecku ve východní části Attiky. Členové rodu de la Roche si poté změnili jméno, nejprve na Rosis, Rosas, Rokas a nakonec Papavasileiou a to v důsledku malé občanské války. Rod Papavasileiou však v Attice stále vlastnil velkou část majetku de la Roche.
- Otto (1205–1225)
- Guy I. (1225–1263)
- Jean I. (1263–1280)
- Guillaume I. (1280–1287)
- Guy II. (1287–1308)

### Rod de Brienne

Znak rodu de Brienne

Athénský sněm poté zvolil za nástupce Guye II. hraběte z Brienne, ale jeho majetek byl malý a navíc byl po bitvě s Katalánci sesazen. Jeho manželka poté krátce držela město. Jejich dědicové si nepřestali dělat na Athény nároky, ale jako athénští vévodové byli uznáváni jen v Panství Argu a Nauplia.
- Gautier V. z Brienne (1308–1311)
- Jeanne de Châtillon (1311–1354)
- Gautier VI. z Brienne (1311–1356)
- Isabela z Brienne (1356–1360)
- Sohier z Enghienu (1356–1367)
- Gautier IV. z Enghienu (1367–1381)
- Ludvík z Enghien (1381–1394)

### Aragonská nadvláda

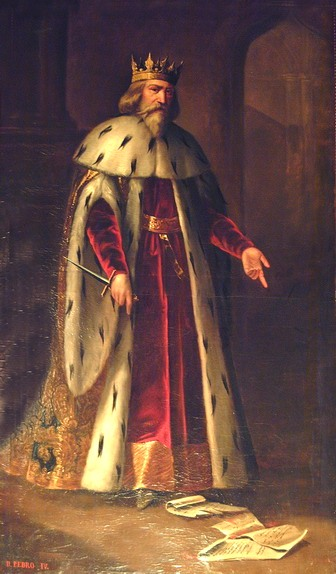
Petr IV. Aragonský

Znak Aragonského království

Připojení Athénského vévodství Katalánskou společností k aragonskému panství ve středozemí přišlo po popření nástupnictví nového athénského vládce po smrti posledního burgundského vévody.
- Roger Deslaur (1311–1312)
- Manfréd (1312–1317)
  - Berenguer Estanyol (1312–1317)
- Vilém II. (1317–1338)
  - Alfonso Frederic (1317–1338)
- Jan II. (1338–1348)
- Frederic I. (1348–1355)
- Frederic II. (1355–1377)
- Marie (1377–1388), od roku 1381 společně s Petrem IV. Aragonským

### Rod Acciaioli

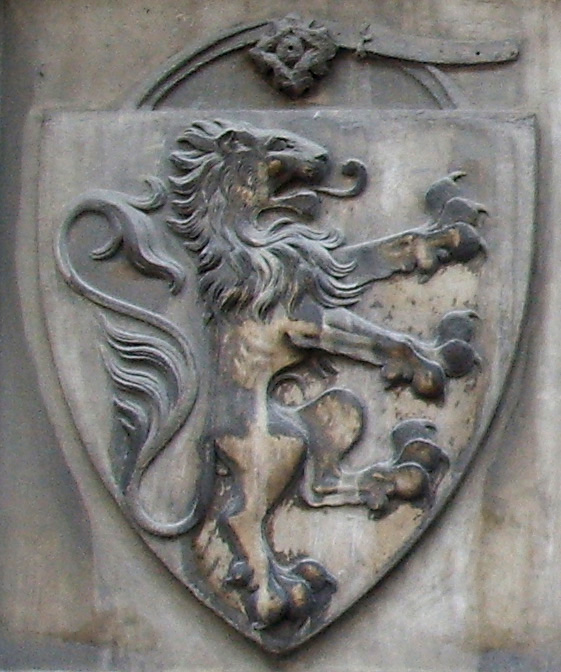
Reliéf erb rodiny Acciaioli

Znak rodu Acciaioli

Florentský rod Acciaioli (také Acciajuoli) se vlády v Athénském vévodství zmocnil po odstranění katalánské nadvlády, za výrazného přispění Navarrské společnosti.
- Nerio I. (1388–1394)
- Antonio I. (1394–1395)
- nadvláda Benátek (1395–1402)
- Antonio I. (1402–1435), znovu
- Nerio II. (1435–1439)
- Antonio II. (1439–1441)
- Nerio II. (1441–1451), znovu
- Klára (1451–1454)
  - with Bartolomeo Contarini (1451–1454)
- Francesco I. (1451–1454)
- Francesco II. (1455–1458)